# Jean-Claude Baqué
Pour les articles homonymes, voir Baqué.
Jean-Claude Baqué, né en 1939 à Toulouse, est un joueur rugby à XV français, devenu entraîneur puis dirigeant après sa retraite sportive. Il a été le président de la FIRA - Association européenne de rugby de 1997 à 2012. 

## Biographie
Jean-Claude Baqué commence sa carrière de joueur de rugby à XV au Stade toulousain où il est le capitaine de l’équipe junior vainqueur du championnat de France en 1957. Puis il est capitaine de l’équipe de France junior et de l’équipe première du SC Graulhet, avant de devenir entraîneur au Toulouse Université Club (TUC) en 1968. Lors de sa carrière d’entraîneur, il encadre l’équipe de France junior, l’équipe du Maroc et l’équipe de France A avant de laisser ses activités sur le terrain pour devenir dirigeant.
Président de la FIRA de 1997 à 2012, Jean-Claude Baqué est également vice-président FFR, chargé du rugby amateur, de 2001 à 2012. Il est aussi investi au sein du comité des Pyrénées de rugby. Sa politique sportive insiste sur le développement du rugby des catégories jeunes. Sous son autorité, le championnat des moins de 19 ans de la FIRA-AER a grandi pour devenir un tournoi majeur, donnant au monde du rugby une compétition internationale régulière pour un grand nombre de joueurs qui deviennent ensuite des internationaux. Ce tournoi est devenu le Championnat du monde des moins de 19 ans de l'IRB puis le Championnat du monde juniors de rugby à XV de l'IRB, aujourd’hui un événement clé dans le calendrier international, qui sert de tremplin pour toutes les stars du rugby dans le monde.

## Récompenses
Le samedi 4 décembre 2010, l’International Rugby Board remet le Trophée Vernon Pugh pour Services distingués à Jean-Claude Baqué lors de l’Assemblée Générale de la FIRA-AER,. Jean-Claude Baqué a reçu ce Trophée IRB en reconnaissance de sa remarquable carrière rugbystique comme joueur, entraîneur et administrateur.

## Palmarès
- Coupe René Crabos - Juniors B 1957
- International Junior de rugby à XV

## Distinctions
- Chevalier de la Légion d'honneur (décret du 6 avril 2007)[4]